# Parafia Najświętszej Maryi Panny Wniebowziętej w Laskach
Parafia Najświętszej Maryi Panny Wniebowziętej w Laskach – parafia rzymskokatolicka, znajdująca się w diecezji kaliskiej, w dekanacie Trzcinica.

## Historia parafii
Dzieje parafii rzymskokatolickiej w Laskach sięgają XIV wieku, kiedy to staraniem ówczesnych dziedziców  - Stogniewów Laskowskich, na wzniesieniu w pobliżu wsi wybudowano kościółek i założono cmentarz. Utworzono parafię pw. Wniebowzięcia NMP, do której należały posiadłości Lasek ze Smardzami i Stogniewicami. W późniejszym czasie kościół i parafia przechodziły różne zmiany strukturalne. Ostatecznie samodzielna parafia powstała ponownie w 1947 roku. Matka Boska Laskowska czczona jest przez wiernych na przestrzenie, aż do dziś. Największy odpust odbywa się 15 sierpnia gromadząc wiernych z miejscowej parafii oraz z okolicznych miejscowości.

## Wspólnoty parafialne
- Ministranci
- Rada parafialna
- Żywy Różaniec
- Margaretki[3]